# 2-es főút (Madagaszkár)
A 2-es főút 367 kilométer hosszúságú útvonala Antananarivo és Toamasina városokat köti össze egymással Madagaszkáron. Az útvonal Analamanga régiót kapcsolja össze Atsinanana régióval. Az útvonal jelentős része burkolattal ellátott, jó állapotú közút. A főúton bozóttaxi- és buszjáratok közlekednek rendszeresen.

## Települések az út mentén
- Antananarivo
- Ambohimangakely
- Sambaina
- Ambanitsena
- Manjakandriana (48 km-re Antananarivótól)
- A Mangoro folyó hídja
- Moramanga (útkereszteződés a RN 44 irányába)
- Analamazoatra Reserve and Andasibe-Mantadia National Park
- Beforona
- Antsampanana (útkereszteződés a  RN 11 irányába)
- Brickaville
- Rianila folyó hídja
- Toamasina